# 김포여자중학교
김포여자중학교(金浦女子中學校)는 대한민국 경기도 김포시 사우동에 있는 공립 중학교이다.

## 학교 연혁
- 1955년 4월 27일 : 김포여자중상업고등학교 개교
- 1955년 11월 25일 : 초대 이우승 교장 취임
- 1956년 2월 19일 : 제1회 졸업
- 1981년 3월 1일 : 중·고 분리
- 2010년 3월 1일 : 교과교실제 C형 운영
- 2012년 9월 1일 : 혁신학교 지정
- 2020년 9월 1일 : 혁신학교 재지정
- 2021년 9월 1일 : 제25대 이혜경 교장 취임
- 2024년 1월 5일 : 제69회 110명 졸업(총인원 16,071명)

## 참고 자료
- 김포여자중학교 - 한국교육학술정보원 학교알리미